# Éric Houde
Pour les articles homonymes, voir Houde.
Éric Houde (né le 19 décembre 1976 à Montréal au Québec) est un joueur professionnel canadien de hockey sur glace ayant joué pour les Canadiens de Montréal.
Depuis octobre 2023, il est l'entraîneur adjoint de Kori Cheverie pour la Victoire de Montréal dans la Ligue professionnelle de hockey féminin (LPHF).

## Carrière en club
Il commence sa carrière dans la Ligue de hockey junior majeur du Québec en jouant pour les Lynx de Saint-Jean de 1993 à 1995, puis il joue les deux saisons suivantes avec les Mooseheads d'Halifax.
Au cours de l'été 1995, il est repêché par les Canadiens de Montréal en neuvième ronde (216e choix).
Il commence sa carrière professionnelle en 1996 avec le Canadiens de Fredericton de la Ligue américaine de hockey. Un peu plus tard dans la saison, il fait ses débuts dans la Ligue nationale de hockey avec les Canadiens de Montréal.
Jusqu'en 1999, il se promène entre la Ligue nationale de hockey et la Ligue américaine de hockey, avant de jouer une saison complète dans la Ligue américaine de hockey, puis une dans la Ligue internationale de hockey. Il fait alors des séjours avec les Bulldogs de Hamilton, les Falcons de Springfield, les Grizzlies de l'Utah et les Wolves de Chicago.
En 2001, il décide de quitter l'Amérique du Nord pour se rendre en Italie, afin d'évoluer dans la série A. Il signe alors avec l'équipe d'Asiago pour une saison avant de signer avec le Schwenninger Wild Wings du Championnat d'Allemagne de hockey sur glace.
Par la suite, il commence la saison 2003-2004 en Suisse avec le SC Langenthal, avant de revenir au Canada terminer la saison avec les Dragons de Verdun de la Ligue de Hockey Senior Majeur du Québec.
Entre 2004 et 2007, il joue dans la 2. Bundesliga avec le ESC Moskitos Essen et le Landshut Cannibals.
En 2007, il s'en va en France, pour jouer avec les Dragons de Rouen de la Ligue Magnus.
Lors de la saison 2008-2009, il joua seulement 5 matchs avec les Chiefs de Saint-Hyacinthe de la Ligue Nord-Américaine de Hockey.
Après une saison sans jouer au hockey, en raison de son travail, il est invité au camp d'entraînement du GCI de Sorel-Tracy en septembre 2010. Il réussit alors à se tailler une place avec l'équipe.
Le 6 octobre 2011, il signe une prolongation de contrat avec l'équipe qui porte désormais le nom du HC Carvena de Sorel-Tracy. Le 20 janvier 2012, il devient entraîneur adjoint de l'équipe.
En octobre 2023, Houde quitte ses emplois d'entraîneur du Collège français de Longueuil, dans la Ligue de hockey junior AAA du Québec, ainsi qu'à l'Académie Juillet, une école primaire privée, pour accepter le poste proposé par Danièle Sauvageau comme entraîneur adjoint de Kori Cheverie pour l'équipe de Montréal dans la Ligue professionnelle de hockey féminin (LPHF).

## Statistiques
Pour les significations des abréviations, voir Statistiques du hockey sur glace.
| Saison    | Équipe                    | Ligue              |    | Saison régulière | Saison régulière | Saison régulière | Saison régulière | Saison régulière |    | Séries éliminatoires | Séries éliminatoires | Séries éliminatoires | Séries éliminatoires | Séries éliminatoires |
| Saison    | Équipe                    | Ligue              | PJ | B                | A                | Pts              | Pun              | PJ               | B  | A                    | Pts                  | Pun                  |                      |                      |
| 1993-1994 | Lynx de Saint-Jean        | LHJMQ              | 71 | 16               | 16               | 32               | 14               | 5                | 1  | 1                    | 2                    | 4                    |                      |                      |
| 1994-1995 | Lynx de Saint-Jean        | LHJMQ              | 40 | 10               | 13               | 23               | 23               | -                | -  | -                    | -                    | -                    |                      |                      |
| 1994-1995 | Mooseheads d'Halifax      | LHJMQ              | 28 | 13               | 23               | 36               | 8                | 3                | 2  | 1                    | 3                    | 4                    |                      |                      |
| 1995-1996 | Mooseheads d'Halifax      | LHJMQ              | 69 | 40               | 48               | 88               | 35               | 6                | 3  | 4                    | 7                    | 2                    |                      |                      |
| 1996-1997 | Canadiens de Fredericton  | LAH                | 66 | 30               | 36               | 66               | 20               | -                | -  | -                    | -                    | -                    |                      |                      |
| 1996-1997 | Canadiens de Montréal     | LNH                | 13 | 0                | 2                | 2                | 2                | -                | -  | -                    | -                    | -                    |                      |                      |
| 1997-1998 | Canadiens de Fredericton  | LAH                | 71 | 28               | 42               | 70               | 24               | 4                | 5  | 2                    | 7                    | 4                    |                      |                      |
| 1997-1998 | Canadiens de Montréal     | LNH                | 9  | 1                | 0                | 1                | 0                | -                | -  | -                    | -                    | -                    |                      |                      |
| 1998-1999 | Canadiens de Montréal     | LNH                | 8  | 1                | 1                | 2                | 2                | -                | -  | -                    | -                    | -                    |                      |                      |
| 1998-1999 | Canadiens de Fredericton  | LAH                | 69 | 27               | 37               | 64               | 32               | 14               | 2  | 7                    | 9                    | 4                    |                      |                      |
| 1999-2000 | Bulldogs de Hamilton      | LAH                | 18 | 3                | 4                | 7                | 10               | -                | -  | -                    | -                    | -                    |                      |                      |
| 1999-2000 | Falcons de Springfield    | LAH                | 57 | 28               | 34               | 62               | 43               | 5                | 2  | 2                    | 4                    | 2                    |                      |                      |
| 2000-2001 | Grizzlies de l'Utah       | LIH                | 34 | 2                | 13               | 15               | 18               | -                | -  | -                    | -                    | -                    |                      |                      |
| 2000-2001 | Wolves de Chicago         | LIH                | 30 | 2                | 4                | 6                | 10               | 1                | 0  | 0                    | 0                    | 0                    |                      |                      |
| 2001-2002 | A&O Asiago                | Série A            | 30 | 25               | 22               | 47               | 26               | 5                | 1  | 2                    | 3                    | 4                    |                      |                      |
| 2001-2002 | A&O Asiago                | Coupe continentale |    |                  |                  |                  |                  |                  |    |                      |                      |                      |                      |                      |
| 2002-2003 | Schwenninger Wild Wings   | DEL                | 52 | 9                | 17               | 26               | 60               | 6                | 6  | 3                    | 9                    | 2                    |                      |                      |
| 2003-2004 | SC Langenthal             | LNB                | 18 | 6                | 9                | 15               | 26               | -                | -  | -                    | -                    | -                    |                      |                      |
| 2003-2004 | Dragons de Verdun         | LHSMQ              | 29 | 20               | 30               | 50               | 20               | 22               | 14 | 27                   | 41                   | 12                   |                      |                      |
| 2004-2005 | ESC Moskitos Essen        | 2. Bundesliga      | 51 | 25               | 50               | 75               | 75               | 10               | 3  | 9                    | 12                   | 12                   |                      |                      |
| 2005-2006 | ESC Moskitos Essen        | 2. Bundesliga      | 51 | 23               | 32               | 55               | 97               | 10               | 4  | 8                    | 12                   | 4                    |                      |                      |
| 2006-2007 | Landshut Cannibals        | 2. Bundesliga      | 52 | 16               | 20               | 36               | 72               | 8                | 1  | 1                    | 2                    | 12                   |                      |                      |
| 2007-2008 | Dragons de Rouen          | Ligue Magnus       | 26 | 9                | 22               | 31               | 20               | 9                | 2  | 4                    | 6                    | 38                   |                      |                      |
| 2008-2009 | Chiefs de Saint-Hyacinthe | LNAH               | 5  | 1                | 1                | 2                | 0                | -                | -  | -                    | -                    | -                    |                      |                      |
|           |                           |                    |    |                  |                  |                  |                  |                  |    |                      |                      |                      |                      |                      |
| 2010-2011 | GCI de Sorel-Tracy        | LNAH               | 11 | 5                | 9                | 14               | 4                | 3                | 0  | 3                    | 3                    | 12                   |                      |                      |
| 2011-2012 | HC Carvena de Sorel-Tracy | LNAH               | 24 | 4                | 9                | 13               | 10               | -                | -  | -                    | -                    | -                    |                      |                      |

## Trophées et honneurs personnels
2. Bundesliga
- 2004-2005: Il termine au premier rang de la 2. Bundesliga, avec 50  aides[8].

Ligue de hockey sénior majeur du Québec
- 2003-2004 : gagne la Coupe Futura avec les Dragons de Verdun.